# کنستانتس (فیلم ۱۹۹۸)
کنستانتس (انگلیسی: Constance) یک فیلم شهوانی دانمارکی «ویژهٔ بانوان» است که در سال ۱۹۹۸ منتشر شد.